# Franz von Werra
Franz von Werra (13 de Julho de 1914 – 25 de Outubro de 1941) foi um piloto suíço com origens alemãs que combateu pela Luftwaffe durante a Segunda Guerra Mundial. Durante a guerra, o seu avião foi atingido e ele foi capturado e feito prisioneiro de guerra; contudo, é recordado por ter sido o único prisioneiro de guerra do eixo a ter conseguido escapar de uma prisão no Canadá e ter regressado à Alemanha, passando antes pelos Estados Unidos, México, América do Sul e Espanha, chegando finalmente à Alemanha no dia 18 de Abril de 1941. O Oberleutnant von Werra foi condecorado com a Cruz de Cavaleiro da Cruz de Ferro no dia 14 de Dezembro de 1940. Durante o seu serviço militar na Luftwaffe, abateu 21 aeronaves inimigas, o que fez dele um ás da aviação.